# 昂日库尔 (阿登省)
昂日库尔（法語：Angecourt，法語發音：[ɑ̃ʒkuʁ]）是法国大東部大區阿登省的一个市镇，属于色当区。

## 地理
昂日库尔（49°38'3"N, 4°58'44"E）面积3.73 平方千米，位于法国大東部大區阿登省，该省份为法国北部内陆省份，西接埃纳省，南至马恩省，东临默兹省，北与比利时接壤。
与昂日库尔接壤的市镇（或旧市镇、城区）包括：阿罗库尔、勒米伊-阿伊库尔。

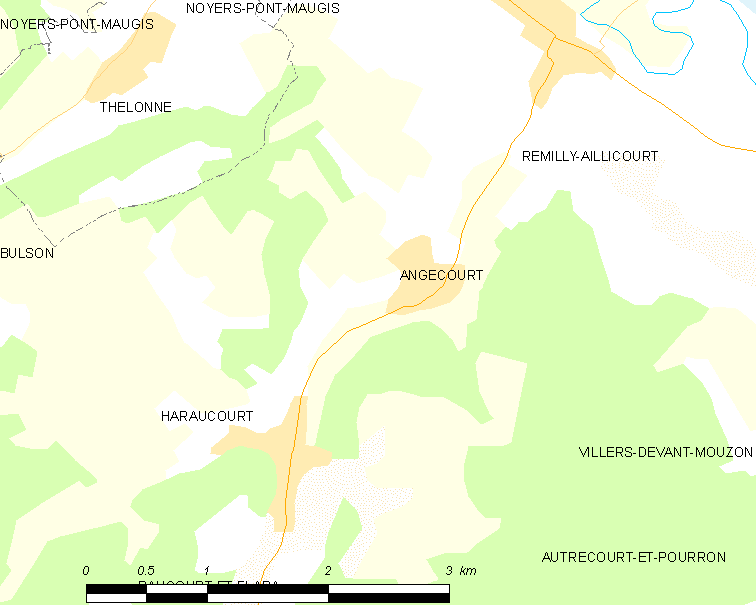
的OSM定位图

昂日库尔的时区为UTC+01:00、UTC+02:00（夏令时）。

## 行政
昂日库尔的邮政编码为08450，INSEE市镇编码为08013。

## 政治
昂日库尔所属的省级选区为武济耶县。

## 人口

1962-2008年间人口变化图示

昂日库尔于2022年1月1日时的人口数量为386人。